# سیارک ۸۹۲
سیارک ۸۹۲ (به انگلیسی: 892 Seeligeria، نامگذاری:1918DR) هشتصد و نود و دومین سیارک کشف شده‌است که در ۳۱ مه ۱۹۱۸ و در هایدلبرگ کشف شد.
قدر مطلق سیارک برابر ۹٫۵۰ است.